# IC 61
IC 61 је галаксија у сазвјежђу Рибе која се налази на листи објеката дубоког неба у Индекс каталогу.
Деклинација објекта је + 7° 30' 26" а ректасцензија 0h 57m 7,2s. Привидна величина (магнитуда) објекта IC 61 износи 13,9 а фотографска магнитуда 14,9. IC 61 је још познат и под ознакама UGC 589, MCG 1-3-9, CGCG 410-19, PGC 3408.